# Castelvetere sul Calore
Castelvetere sul Calore est une commune italienne de la province d'Avellino, dans la région Campanie.

## Administration
| Période                                  | Période | Identité | Étiquette | Qualité |
| ---------------------------------------- | ------- | -------- | --------- | ------- |
|                                          |         |          |           |         |
| Les données manquantes sont à compléter. |         |          |           |         |

### Communes limitrophes
Chiusano di San Domenico, Montemarano, Paternopoli, San Mango sul Calore, Volturara Irpina

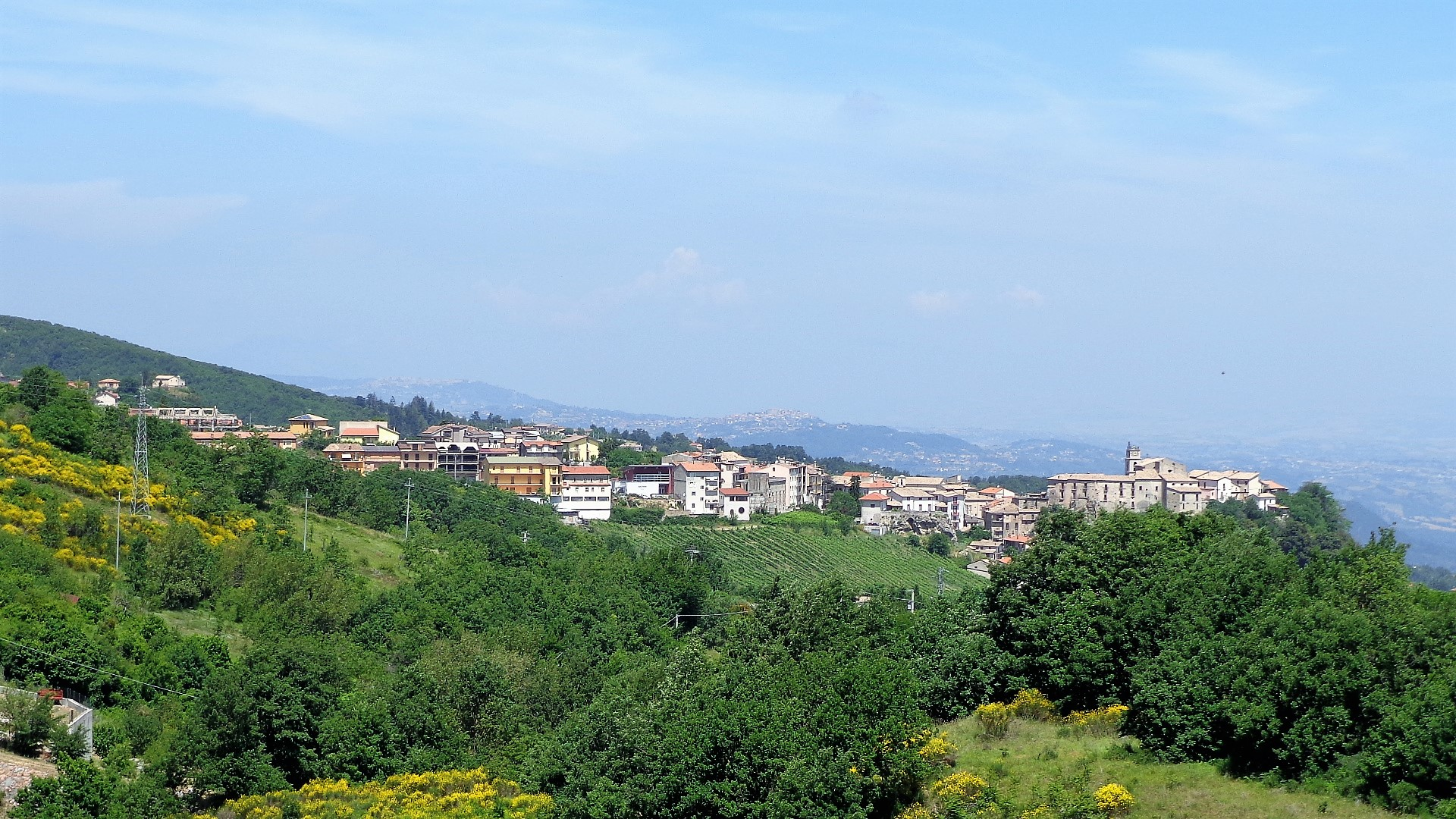
Vue panoramique depuis la Voie Appienne